# Paul Leidinger (Historiker)
Paul Leidinger (* 4. September 1932 in Werl) ist ein deutscher Historiker und Geschichtsdidaktiker. Er ist emeritierter Professor der Universität Münster.

## Leben
Paul Leidinger studierte von 1953 bis 1958 Geschichte, Germanistik, Philosophie und katholische Theologie. Danach trat er in den Schuldienst ein. Zuletzt arbeitete er bis 1978 als Studiendirektor am Gymnasium Laurentianum Warendorf. Daneben leitete er von 1964 bis 1976 das Stadt- und Kreisarchiv in Warendorf. Von 1972 bis 1986 war er Vorsitzender des Landesverbandes nordrhein-westfälischer Geschichtslehrer sowie von 1986 bis 1988 Bundesvorsitzender des Verbandes der Geschichtslehrer Deutschlands.
1963 wurde er an der Universität Münster promoviert. Die Habilitation folgte 1972 an der Pädagogischen Hochschule Westfalen-Lippe in Münster. Dort lehrte er von 1972 bis 1978 als Privatdozent. Im Jahr 1978 wurde er zum Professor für Neuere und neueste Geschichte und Didaktik der Geschichte an die Pädagogische Hochschule in Münster berufen. Nach deren Integration in die Universität Münster lehrte er dort von 1980 bis 1997.
Er war 1972 ein Begründer und bis 1986 maßgeblicher Leiter der Zeitschrift „Geschichte, Politik und ihre Didaktik“. In den 1970er und 1980er Jahren nahm er an den Deutsch-polnischen Schulbuchgesprächen teil. Zwischen 1977 und 1982 war er Mitglied der Fachkommission für die Neuordnung der Studien- und Prüfungsordnungen für Geschichte beim Kultus- und Wissenschaftsministerium in Nordrhein-Westfalen.
Leidinger ist ordentliches Mitglied der Historischen Kommission für Westfalen (seit 1972) und war Mitglied im Vorstandsbeirat des Vereins für Geschichte und Altertumskunde Westfalens (Abt. Münster). Von 1996 bis 2018 war er Präsident der Deutsch-türkischen Gesellschaft Münster von 1916.
Seine Forschungsschwerpunkte sind die Westfälische Landesgeschichte, dabei gilt er insbesondere als Experte für die Grafen von Werl, die Bildungs- und Kulturgeschichte, die Didaktik der Geschichte, die Umweltgeschichte sowie die deutsche, europäische und türkische Zeitgeschichte.
Paul Leidinger ist der Bruder des Verwaltungsjuristen Adalbert Leidinger.

## Ehrungen
- 1983: Wilhelm-Zuhorn-Plakette
- 1990: Augustin-Wibbelt-Plakette
- 1997: Bundesverdienstkreuz am Bande

- Brigitta Thomas, Louise Bielzer (Hrsg.): Vielfalt in Einheit. Europäische Geschichte und westfälische Geschichte, Festschrift für Paul Leidinger. München 2002.
- Hans-Joachim Behr, Johann Zilien (Hrsg.): Geschichte in Westfalen – Bewahren, Erforschen, Vermitteln. Festschrift für Paul Leidinger zum 70. Geburtstag (= Quellen und Forschungen zur Geschichte des Kreises Warendorf, Bd. 40). Warendorf 2002.

- 2019: Ehrenpräsident der Deutsch-Türkischen Gesellschaft e. V. Münster von 1916
- 2022: Ehrensiegel der Stadt Warendorf

## Schriften (Auswahl)
- Von der karolingischen Mission zur Stauferzeit, Beiträge zur früh- und hochmittelalterlichen Geschichte Westfalens vom 8.–13. Jahrhundert (= Quellen und Forschungen zur Geschichte des Kreises Warendorf, Bd. 50). Kreisgeschichtsverein Beckum-Warendorf e. V., Warendorf 2012, ISBN 978-3-920836-99-7. Darin S. 663–686: Schriftenverzeichnis 1964–2012, bearbeitet durch Brigitta Thomas.
- Untersuchungen zur Geschichte der Grafen von Werl. Ein Beitrag zur Geschichte des Hochmittelalters. Verein für Geschichte und Altertumskunde Westfalens, Abt. Paderborn, Paderborn 1965.
- als Herausgeber: Geschichte der Stadt Warendorf. Ardey-Verlag, Münster 2000, ISBN 3-87023-179-3
  - Bd. 1: Vor- und Frühgeschichte, Mittelalter, frühe Neuzeit (vor 1800)
  - Bd. 2: Die Stadt Warendorf im 19. und 20. Jahrhundert. Politik, Wirtschaft, Kirchen
- als Herausgeber: Deutsche Ostflüchtlinge und Ostvertriebene in Westfalen und Lippe nach 1945. Beiträge zu ihrer Geschichte und zur deutsch-polnischen Verständigung (= Quellen und Forschungen zur Geschichte des Kreises Warendorf, Bd. 46). Aschendorff, Münster 2011, ISBN 978-3-402-12915-9.